# Don Floro
Don Floro fue una teleserie juvenil chilena, realizada y emitida dentro del programa Mekano de Mega durante 2004. Creada por Rodrigo González y escrita por León Murillo y Rodrigo González.

## Trama
“Don Floro” narra precisamente la historia de Florencio Díaz, Floro, un acaudalado empresario que ha vivido una vida fuera de lo común. Siendo joven se casa con Carmen y tiene cinco hijos, José Tomás, Miguel, Antonio, Max y Fito. Debido a su precaria situación económica, Floro decide probar fortuna en Argentina. Durante el viaje por tierra Floro Sufre un grave accidente. Despierta en el hospital de Mendoza y descubre que no recuerda nada de su vida anterior a causa de las lesiones sufridas durante el accidente.
En este hospital conoce a Lulú, una atractiva enfermera chilena pero avecindada en Argentina desde niña quién lo atiende hasta su recuperación. Lulú ha quedado viuda recientemente y debe hacerse cargo de sus cinco hijas pequeñas, Cristina, Paola, Tatiana, Angélica y Elisa. Floro se enamora de ella y luego de un corto romance contraen matrimonio, todo esto sin saber que Floro ya está casado en Chile.
Al cabo de un año, y obligado por la situación económica Floro envía a Lulú y sus hijas a Chile y el parte a España a buscar un futuro económico mejor. Antes de partir las hijas de Lulú adoptan su apellido.
En España, Floro se hace multimillonario y descubre que padece una enfermedad terminal. Decide volver a Chile y disfrutar sus últimos años junto a Lulú.
Ya en Chile, Floro se entera de que tiene dos familias pues Guido, su abogado, y quién realiza todos los trámites legales para determinar los herederos ha descubierto el pasado de Floro.
Mientras tanto las dos familias se conocen fortuitamente en Viña del Mar, iniciándose entre los jóvenes hijos intensos romances de verano.
Atrapado por esta realidad, sin saber a quién legar en vida sus bienes, y con constantes recuerdos que lo asaltan, y para evitar que sus hijos sufran por amar a sus hermanas, aunque en rigor estos lo son, Floro decide fingir su muerte y juntar a sus dos familias bajo un mismo techo y probar quienes realmente lo aman. Para esto instala cámaras en toda la casa y se disfraza de diversos personajes (Plomero, Jardinero, mozo, cartero, etc.) para así ir conociendo los caracteres de sus hijos y sus mujeres.
Como historia paralela tendremos una “Escuela de las artes” dirigida por Cecilia y donde un par de hijos de Floro entrarán a estudiar música, actuación y baile. En esta escuela trabajaran Andrea, Fernando, Ricardo y Pato. Antonio y Max se enamorarán de Andrea, pero un secreto complica la relación. Para poder viajar a Viña, Antonio y Max cometen un robo en la empresa donde trabaja Fernando, el padre de Andrea.
Fernando es culpado de este robo y fallece de un infarto. El sentimiento de culpa que embarga entonces a Antonio y Max, más el secreto de este crimen, será una bomba de tiempo que desatará una tormenta entre ambos hermanos.

## Elenco
- Fernando Alarcón como Florencio Díaz "Don Floro".
- Philippe Trillat como Antonio Díaz.
- Sergio Aguirre como Max Díaz.
- Renato Münster como Guido Zacarelli.
- Ana María Gazmuri como Carmen.
- María Isabel Indo Andrea.
- Carla Jara como Angélica Díaz.
- Eduardo Mujica como Miguel Díaz.
- Nicole Pérez como Tatiana Díaz.
- Elvira Cristi como Cristina Díaz.
- Sebastián Dahm como Ricardo.
- Gerardo Del Lago como José Tomás.
- Andrea Freund como Susana.
- Cristina Tocco como Lulú.
- Monserrat Torrent como Elisa.
- Alexander Urcullu como Fito.
- Silvia Novak como Cecilia.
- Oscar Garcés como Gustavo.
- Rony Munizaga como Matías.
- Alejandro Montes como Javier.
- Rosa Ramírez como Teresa.
- Violeta Vidaurre como Graciela.
- Paula Fernández como Paola.
- Elizabeth Hernández como Fabiola.
- León Murillo como Montoya.
- Helvecia Viera como Doña

## Banda sonora
1. Rigeo - Don Floro

| Predecesor: Amores urbanos | Miniserie de MEGA Anual 2004 | Sucesor: Xfea2 |

- Datos: Q3035777